# Парама
Парама (англ. Parama Island) — небольшой остров вблизи южного побережья Папуа — Новой Гвинеи, в северо-восточной части Торресова пролива. Расположен в 17 км к востоку от острова Дару, на крайнем юге дельты реки Флай. Административно относится к Западной провинции страны.
Парама составляет 9,6 км в длину и 5,7 км в ширину с длиной береговой линии 27,7 км. Площадь острова — 36,8 км². Парама — низменный и плоский остров, покрытый манграми. Отделён от побережья Новой Гвинеи проходом Торо, ширина которого меняется от 400 до 700 м при глубине 1,8 — 5,5 м.
Население острова по данным переписи 2000 года составляет 441 человек, по данным на 1991 год оно насчитывало 240 человек. Все проживают в деревне Парама на восточном побережье.
Первым европейцем, увидевшим остров, был испанский мореплаватель Луис Ваэс де Торрес, сошедший на него 5 сентября 1606 года.